# Undo the Wicked
| Recensione | Giudizio |
| ---------- | -------- |
| Allmusic   |          |

Undo the Wicked è l'album di debutto del gruppo metalcore statunitense Diecast, pubblicato nel 1998 dalla Samson Records.

## Tracce
1. Peacemaker – 5:24
2. Unlearn – 4:38
3. Courage to Be – 5:33
4. Undo the Wicked – 5:32
5. Damage Path – 4:27
6. Pre-Final Word Jam – 1:21
7. Final Word – 6:06

## Formazione
- Colin Schleifer – voce
- Nassim Rizvi – chitarra
- Dave McGuire – chitarra
- Jeremy Wooden – basso
- Jason Costa – batteria